# Transport House
La Transport House è uno storico edificio commerciale di Sydney in Australia.

## Storia
L'edificio venne eretto negli anni 1930 come sede amministrativa delle ferrovie statali del Nuovo Galles del Sud, venendo aperto nel 1935 e andando a ospitare tutti i dipartimenti degli uffici delle ferrovie, prima situati nella stazione di Sydney Centrale. Il progetto dell'edificio, redatto dagli architetti Henry Budden & Mackey, vinse diversi riconoscimenti, incluso il premio Sulman nel 1936 e il premio del Royal Institute of British Architects nel 1939.

## Descrizione
L'edificio, situato nel CBD di Sydney, presenta uno stile Art déco.

## Galleria d'immagini

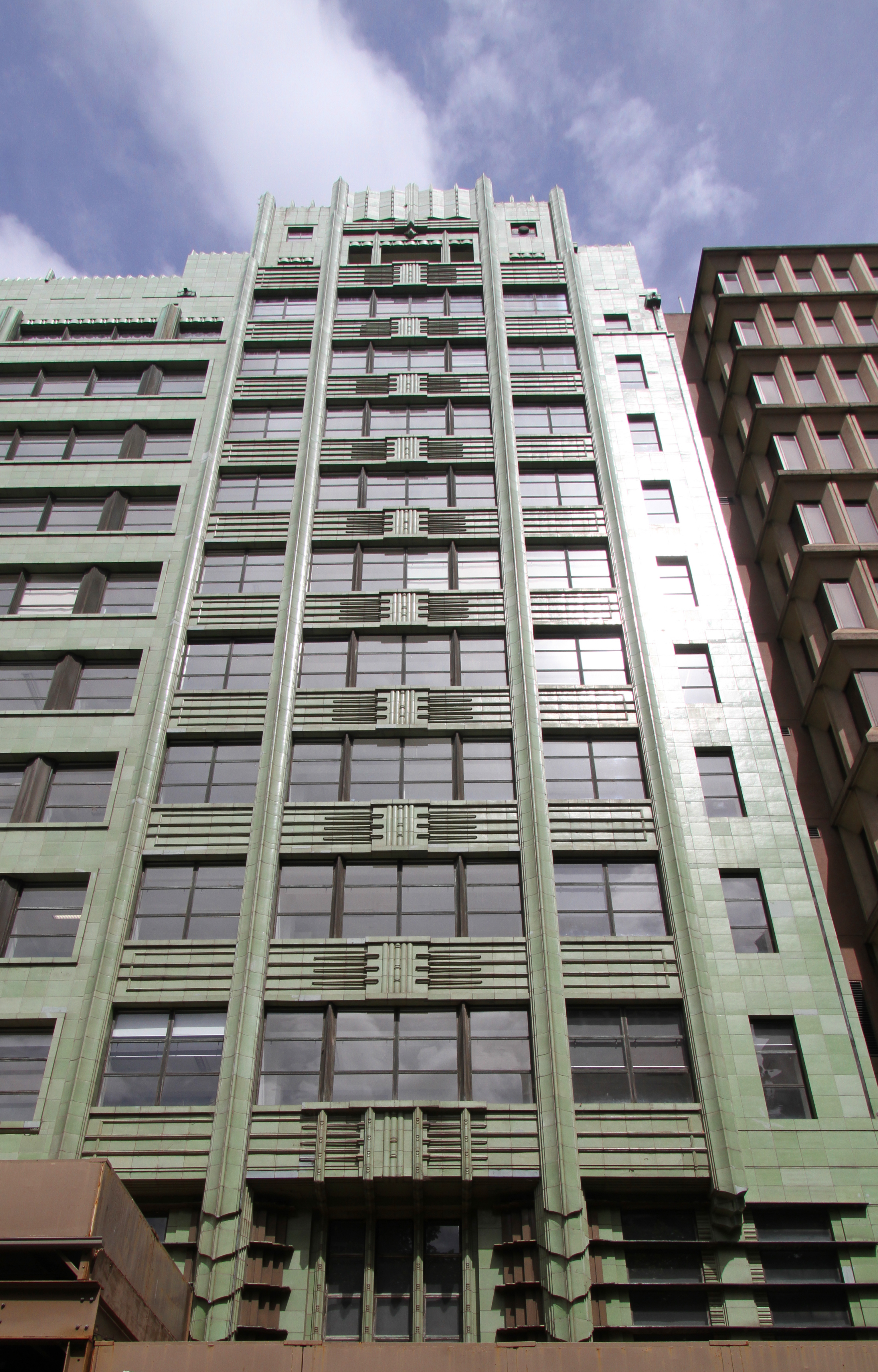
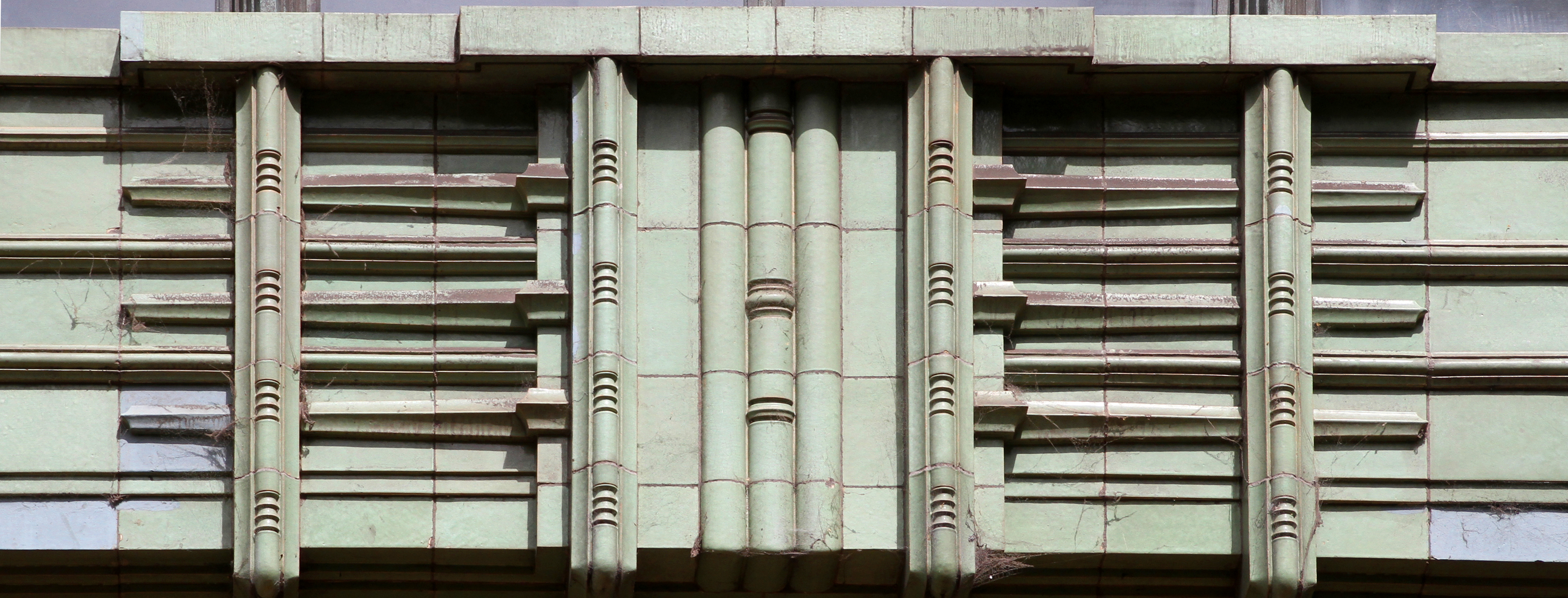
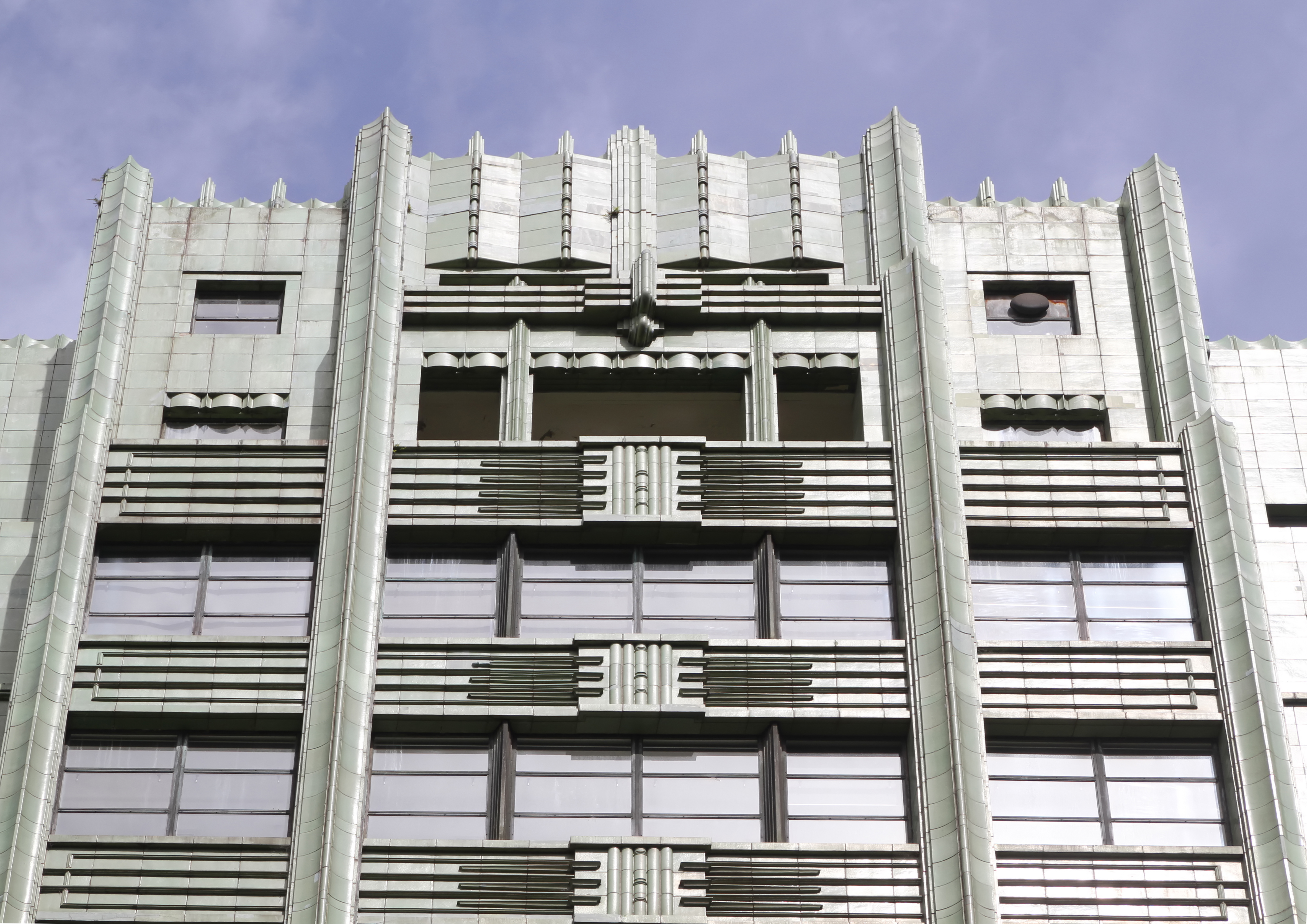